# Ulrich Pohle
Ulrich Pohle, Pseudonym Ule (* 1915 in Hamburg; † nach 1975), war ein deutscher Autor und Karikaturist, der u. a. bekannt wurde durch die Herausgabe der in hoher Auflage in der DDR erschienenen Bildbände der Reihe Unsere schöne Heimat über Landschaften und Sehenswürdigkeiten und für seine Texte, die er für das Kabarett die Herkuleskeule in Dresden schrieb.

## Leben und Werk
Über das Leben von Pohle ist nur sehr wenig bekannt. In den 1950er und frühen 1960er Jahren lebte er in Dresden. Hier arbeitete er mit dem Sachsenverlag zusammen, für den er die Reihe Unsere schöne Heimat herausgab, für die er als Autoren u. a. den Bibliothekar Hans Hofmann, den Kunsthistoriker Georg Piltz oder den Bildhauer Walter Reinhold gewinnen konnte. In den 1950er Jahren war er auch einer der Textdichter des Kabaretts „Herkuleskeulchen“ in Dresden, aus dem 1960 die „Herkuleskeule“ hervorging. Daneben war er an der Gestaltung von Comics in der DDR beteiligt, die u. a. im Mitteilungsblatt zur Entwicklung des geistig-kulturellen Lebens im Bezirk Dresden, herausgegeben vom Bezirkskabinett für Kulturarbeit „Unser Klub“, erschienen sind. Daneben zeichnete er bis in die 1960er Jahre auch Karikaturen für die Monatshefte für Radebeul und Umgebung.